# Blauwe-knooplangsprietmot
De blauwe-knooplangsprietmot (Nemophora minimella) is een vlinder uit de familie van de langsprietmotten (Adelidae). De wetenschappelijke naam van de soort is voor het eerst geldig gepubliceerd door Denis & Schiffermüller in 1775.
De spanwijdte van de vlinder is 11 tot 13 millimeter. De soort gebruikt blauwe knoop en duifkruid als waardplanten.
De soort komt voor in Europa. In Nederland is de soort zeldzaam. Belgische waarnemingen dateren van voor 1980.